# Lütter
Die Lütter ist ein 17,5 km langer, orografisch rechtsseitiger bzw. östlicher Zufluss der Fulda im Landkreis Fulda in Hessen (Deutschland).

## Name
Die Lütter wurde im Jahr 826 als Lutraha erstmals urkundlich genannt. Der Name könnte vielleicht vom germanischen Adjektiv *hluda- mit der Bedeutung „gehört, berühmt“ in Zusammenhang stehen.

## Geographie

### Verlauf
Die Lütter entspringt in der Rhön (Hohe Rhön). Die stärkste Quelle ihrer drei Austrittsstellen befindet sich innerhalb von Naturpark Hessischer Rhön und Biosphärenreservat Rhön an der Südwestflanke der Wasserkuppe bzw. am Südosthang ihres Südwestausläufers Pferdskopf (874,9 m ü. NN) auf 769,5 m Höhe.
Nur wenig unterhalb ihres Ursprungs, der „Lütterquelle“, durchfließt die Lütter den Guckaisee, der zwischen Pferdskopf im Norden und Eubeberg (814,4 m ü. NN) im Süden liegt. Anschließend fließt sie in westlicher Richtung durch Poppenhausen durch diverse Weiler ins Gemeindegebiet von Ebersburg und, unmittelbar unterhalb vom Weiler Oberlütter, südlich an Weyhers vorbei, wonach sie Naturpark und Biosphärenreservat verlässt.
Schließlich durchfließt die Lütter das Dorf Lütter (Ortsteil von Eichenzell), bevor sie von Ost-Nordosten kommend auf 308 m ü. NN in den Oberlauf der von Südosten heran fließenden Fulda mündet, des westlichen Weser-Quellflusses.

### Zuflüsse und Seen
Von der Quelle zur Mündung. Auswahl
- Durchfließt den Guckaisee
- Heerbrunngraben, von links in Poppenhausen
- Haardt, von rechts am Ortsende von Poppenhausen
- Halsbach, von rechts am Ortsanfang von Lütter

## Anlage „Lütter-Quelle“
Die stärkste der Quellen wurde anlässlich des 70-jährigen Bestehens des Rhönklub-Zweigvereins Poppenhausen im Jahre 1949 neu gefasst und am 31. Juli feierlich eingeweiht. Im Jahre 1991 wurde die Anlage hergerichtet und nach 20 Jahren, 2011, einer schonenden Sanierung unterzogen. Dabei wurde auch die Tafel mit dem Gedicht von Heimatfreund Ludwig Mihm, dem „Vater“ der Lütterquelle, ausgewechselt.

## Lütter-Gedicht
An der „Lütterquelle“ wurde vom Rhönklub eine Tafel mit einem Gedicht über die Lütter von Ludwig Mihm aus Poppenhausen angebracht:
Lütterquelle

Im Goldloch hier entspring ich,

den Namen Lütter empfing ich,

im Guckaisee da bad ich,

viel Mensch und Tiere lab ich,

durch Poppenhausen eil ich,

im Lüttertal verweil ich,

manch kleines Bächlein erb ich,

im Schoß der Fulda sterb ich.